# Opus reticulatum

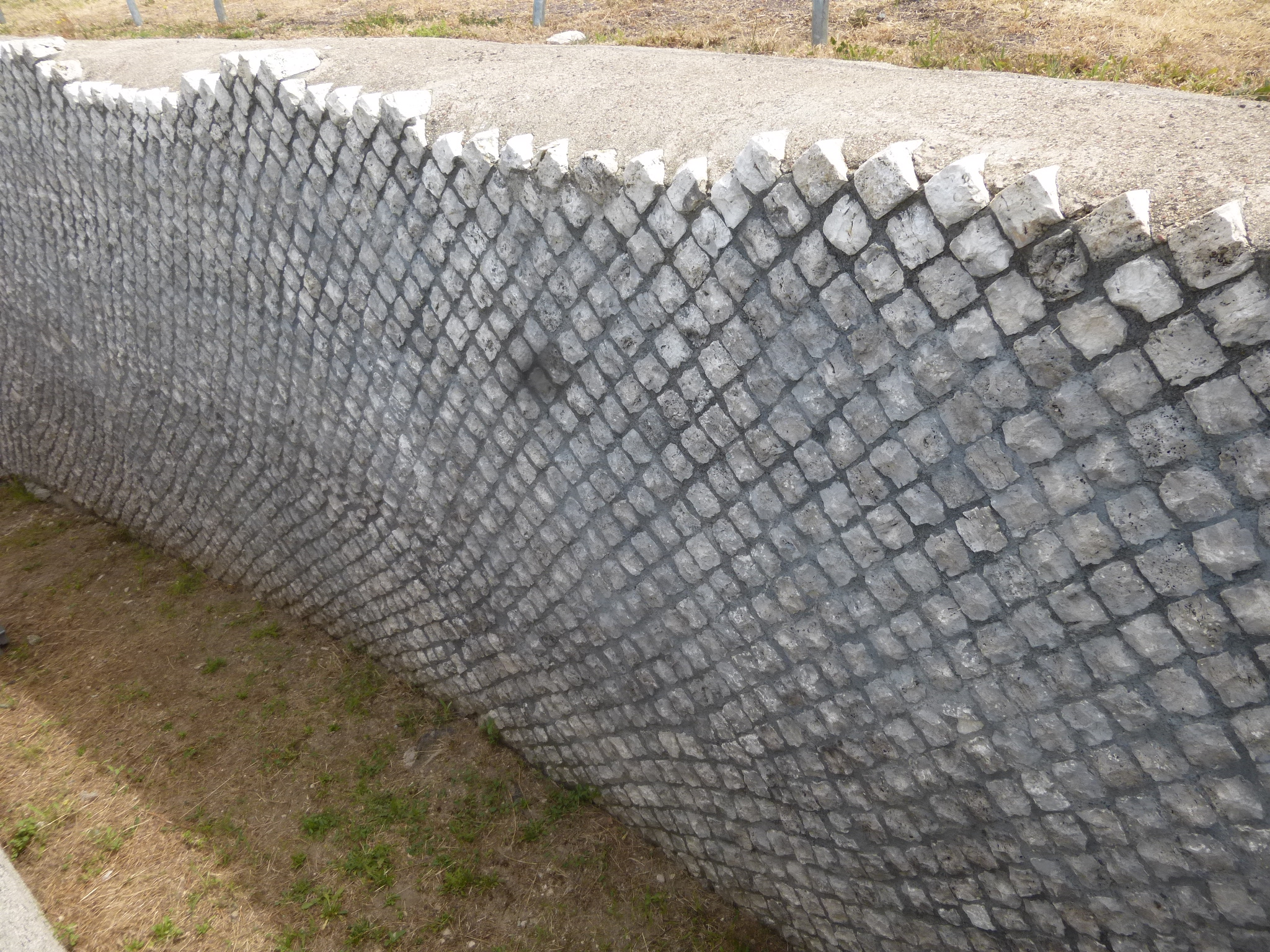
Opus Reticulatum in Tivoli

Opus reticulatum "netvormig werk" is een Romeinse techniek om betonnen constructies van een beschermingslaag te voorzien.
Deze muurbekleding bestaat uit lagen tufsteen die diagonaal gelegd in de natte onderlaag van beton zijn vastgezet. Na het drogen van het beton of specie (opus caementicium) bieden de stenen bescherming tegen zon en regen. Door de diagonale ligging van de stenen lijkt de structuur van de muur op die van een visnet, wat de Latijnse benaming verklaart. 
De opus reticulatum-techniek werd door de Romeinen ontwikkeld rond 100 v.Chr. en is een verfijning van het rond 300 v.Chr. ontwikkelde opus incertum waarbij onregelmatig materiaal als stenen, tegels en puin als afdeklaag werd gebruikt. De tufstenen blokken lijken vierkant, maar zijn in werkelijkheid piramidevormig. Ze zitten met de punt naar binnen in het beton, waardoor alleen de vierkante grondvorm zichtbaar is. De stufstenen hebben een grondvlak van circa 7 x 7 cm. In Rome werd de techniek voor het eerst gebruikt bij de bouw van het Theater van Pompeius, tussen 60 en 55 v.Chr.
De tufstenen bekleding was gevoelig voor scheurvorming, waardoor deze techniek in de 1e eeuw vrijwel geheel werd vervangen door opus latericium en opus testaceum, betontechnieken met een veel sterkere buitenlaag van baksteen. Opus reticulatum mixtum, een mengvorm met lagen tufsteen en lagen baksteen, bleef wel in gebruik. Net als de tufstenen werden ook de diagonaal gesneden driehoekige bakstenen met de punt naar binnen gelegd; dit zorgde voor een betere binding tussen het beton en de steen, bovendien was minder (bak)steen nodig.